# 小行星5045
小行星5045（英語：5045 Hoyin）是一颗围绕太阳公转的小行星。1978年10月29日，紫金山天文台在南京发现了此天体。
这颗小行星的绝对星等为262.519152816188等。